# Prodigal Son
Prodigal Son es una serie de televisión estadounidense creada por Chris Fedak y Sam Sklaver, que se estrenó el 23 de septiembre de 2019 en FOX. En mayo de 2020 la serie fue renovada para una segunda temporada, que se estrenó el 12 de enero de 2021. En mayo de 2021, la serie fue cancelada después de dos temporadas.

## Sinopsis
La serie sigue a Malcolm Bright, cuyo padre, el Dr. Martin Whitley, es el infame asesino en serie conocido como «The Surgeon» (El Cirujano). Malcolm fue el responsable cuando era niño de permitir que la policía arrestara a su padre, y no le ha visto (por voluntad propia) en diez años. En la actualidad, Malcolm se ve obligado a confrontar a su padre después de que un asesino en serie imitador utilice los métodos de asesinato del Dr. Whitley, y ahora se encuentra en constante contacto con él, ya que debe utilizar los conocimientos del Dr. Whitley para ayudar a la policía a resolver crímenes particularmente horribles y a combatir a sus propios demonios internos.

## Elenco

### Principal
- Tom Payne como Malcolm Bright (de nacimiento Malcolm Whitly), es un antiguo agente del FBI que ahora trabaja para la policía de Nueva York. Posee la capacidad única de ver los crímenes desde la perspectiva del asesino, lo que le permite captar cosas que otros policías podrían pasar por alto. Sin embargo, este don también le persigue, lo que le hace vivir en un estado perpetuo de temor a que un día sucumba a las mismas tendencias sociopáticas que su padre.[4]
  - Kasjan Wilson como el joven Malcolm Bright
- Lou Diamond Phillips como Gil Arroyo, un teniente de Crímenes Prioritarios en la Policía de Nueva York. Fue el agente que detuvo a Martin Whitly y, desde entonces, ha actuado como padre sustituto de su hijo, Malcolm; Gil contrata a Malcolm como su nuevo asesor después de que éste sea despedido del FBI.[5]
- Halston Sage como Ainsley Whitly, la ambiciosa hermana menor de Malcolm; reportera de noticias de televisión.[6]
- Aurora Perrineau como Dani Powell, la Detective Dani Powell, una oficial bajo el mando de Arroyo que simpatiza con los problemas personales de Malcolm.[5]
- Frank Harts como el Detective JT Tarmel, un oficial bajo el mando de Arroyo.[5]
- Keiko Agena como la Dra. Edrisa Tanaka, una forense de la policía de Nueva York interesada en Malcolm.[7]
- Bellamy Young como Jessica Whitly (de soltera Milton), la madre de Malcolm y una exitosa mujer de negocios de una familia de la alta sociedad con mucho dinero que sufre de alcoholismo, como resultado de su consumo de alcohol para hacer frente a los crímenes de su esposo.[8]
- Michael Sheen como el Dr. Martin Whitly, el padre de Malcolm que actualmente está encarcelado en un manicomio tras cometer veintitrés asesinatos como «The Surgeon».[9]
- Catherine Zeta-Jones como la Dra. Vivian Capshaw (temporada 2), una médico residente en el Hospital Psiquiátrico Claremont.[10]

### Recurrente
- Esau Pritchett como el Sr. David, un trabajador del Hospital Psiquiátrico de Claremont que está a cargo del Dr. Whitly.
- Charlayne Woodard como la Dra. Gabrielle Le Deux, la psicóloga de Malcolm desde el arresto de su padre.
- Molly Griggs como Eve Blanchard (temporada 1), un abogado interesado en la lucha contra el tráfico de personas y la difunta novia de Malcolm.
- Dermot Mulroney como Nicholas Endicott (temporada 1), un magnate farmacéutico que tiene una asociación secreta con el Dr. Whitly.[11]
- Christian Borle como Friar Pete (temporada 2), un nuevo paciente en el Hospital Psiquiátrico Claremont.[12]
- Michael Potts como el Dr. Brandon Marsh (temporada 2), el nuevo psicólogo del Dr. Martin en el Hospital Psiquiátrico Claremont.[12]
- Alan Cumming como Simon Hoxley (temporada 2), un perfilador.[13]

## Episodios
| Temporada | Temporada | Episodios | Episodios | Emisión original         | Emisión original    | Ranking | Audiencia promedio (en millones) |
| Temporada | Temporada | Episodios | Episodios | Primera emisión          | Última emisión      | Ranking | Audiencia promedio (en millones) |
| --------- | --------- | --------- | --------- | ------------------------ | ------------------- | ------- | -------------------------------- |
|           | 1         | 20        | 20        | 23 de septiembre de 2019 | 27 de abril de 2020 | 62      | 5.83                             |
|           | 2         | 13        | 13        | 12 de enero de 2021      | 18 de mayo de 2021  | —       | —                                |

## Producción

### Desarrollo
El 28 de enero de 2019, la serie recibió una orden de la producción del piloto por parte de FOX. El piloto fue escrito por Chris Fedak y Sam Sklaver, quien produce junto con Lee Toland Krieger, Greg Berlanti y Sarah Schechter. Las compañías de producción involucradas en el proyecto piloto incluyen Berlanti Production y Warner Bros. Television. El 12 de marzo de 2019 se anunció que Lee Toland Krieger dirigiría la serie. El piloto fue seleccionado para ser una serie el 9 de mayo de 2019. Un día después, se anunció que la serie se estrenaría en el otoño de 2019 y se emitiría los lunes a las 9:00 p. m. El estreno de la serie está previsto para el 23 de septiembre de 2019. El 21 de mayo de 2020, Fox renovó la serie para una segunda temporada que se estrenó el 12 de enero de 2021. El 10 de mayo de 2021, Fox canceló la serie después de dos temporadas.

### Casting
En febrero de 2019, se anunció que Lou Diamond Phillips, Aurora Perrineau y Frank Harts se habían unido al elenco principal de la serie. Junto con el anuncio de la orden de la producción del piloto, en marzo de 2019, se anunció que Michael Sheen, Bellamy Young, Finn Jones, Keiko Agena y Halston Sage se habían unido al elenco principal de la serie. Cuatro días después, el 12 de marzo, se anunció que Tom Payne reemplazaría a Jones en el papel durante las primeras lecturas del guion. El 10 de febrero de 2020, se anunció que Dermot Mulroney se había unido al elenco recurrente de la serie.
El 7 de diciembre de 2020, se anunció que Christian Borle y Michael Potts se habían unido al elenco recurrente para la segunda temporada de la serie. El 6 de enero de 2021, se anunció que Catherine Zeta-Jones se había unido al elenco principal para la segunda temporada de la serie.

## Lanzamiento

### Marketing
El 13 de mayo de 2019, Fox lanzó el primer tráiler oficial de la serie.

## Recepción

### Críticas
En Rotten Tomatoes la serie tiene un índice de aprobación del 59%, basado en 17 reseñas, con una calificación promedio de 6.8/10. El consenso crítico del sitio dice, «Aunque es prometedor, Prodigal Son deja de lado a un espectacular Michael Sheen en favor de un procedimiento más peatonal que a menudo se adentra demasiado en lo grotesco». En Metacritic, tiene puntaje promedio ponderado de 59 sobre 100, basada en 12 reseñas, lo que indica «críticas mixtas o medias».

### Audiencias
| Temporada | Horario (ET)   | Episodios | Primera emisión          | Primera emisión      | Última emisión      | Última emisión       | Ranking | Promedio de espectadores (millones) | Adultos de 18–49 años (promedio) |
| Temporada | Horario (ET)   | Episodios | Fecha                    | Audiencia (millones) | Fecha               | Audiencia (millones) | Ranking | Promedio de espectadores (millones) | Adultos de 18–49 años (promedio) |
| --------- | -------------- | --------- | ------------------------ | -------------------- | ------------------- | -------------------- | ------- | ----------------------------------- | -------------------------------- |
| 1         | lunes 9 p. m.  | 20        | 23 de septiembre de 2019 | 4,05                 | 27 de abril de 2020 | 3,38                 | 65      | 5,83                                | 1,4/6                            |
| 2         | martes 9 p. m. | 13        | 12 de enero de 2021      | 2,34                 | 18 de mayo de 2021  | —                    | —       | —                                   | —                                |